# Cocoșești, Prahova
Cocoșești este un sat în comuna Păulești din județul Prahova, Muntenia, România.
Așezarea este atestată documentar în anul 1754.
La sfârșitul secolului al XIX-lea, satul făcea parte din comuna Strâmbeni-Blejoi din plasa Târgșorul, județul Prahova. În 1931, a devenit comună de sine stătătoare, pentru ca, în 1950, satul să fie arondat comunei Păulești, contopindu-i-se și satul Dănești.